# خوسيه لويس سينيستيرا
خوسيه لويس سينيستيرا (بالإسبانية: José Luis Sinisterra Castillo)‏ هو لاعب كرة قدم كولومبي في مركز الهجوم، ولد في 23 يوليو 1998 في بوينافينتورا في كولومبيا. لعب مع نادي لانوس.

## وصلات خارجية
- خوسيه لويس سينيستيرا على موقع قاعدة بيانات كرة القدم.إي يو (الإنجليزية)
- خوسيه لويس سينيستيرا على موقع Soccerway.com (الإنجليزية)